# フレッド・ハーヴィ
フレッド・ハーヴィ(Fred Harvey)ことフレデリック・ヘンリー・ハーヴィ(Frederick Henry Harvey 1835年6月27日 - 1901年2月9日)はイギリス出身のアメリカ合衆国の実業家であり、フレッド・ハーヴィ・カンパニーの創業者である。レストランチェーンを世界で始めて考案した人物と考えられる。彼の事業は他社に売却されてからもホスピタリティー業界の大企業の一員として稼働し続けている。

## 前半生
ハーヴィはイングランド人とスコットランド人の両親を持つ混血としてロンドンに生まれた。17歳のときリヴァプールからアメリカのニューヨークへ移住した。 そこでSmith and McNell'sというレストランで皿洗いとバスボーイ(客が店を出た後、皿などを片付ける係。)を担当した。そこで彼は創設者である風変わりな経営者、ヘンリー・スミスとトル・マクネルからビジネスについて学んだ。彼らはハーヴィに質の高いサービス、新鮮な食材と握手の重要性を教えた。ハーヴィはすぐにバスボーイからウェイター、そしてライン・クック(調理場に於いて二番目に位の高いの調理人)まで昇格した。ここでの経験は彼の後の人生に大きな影響を与えた。ニューヨークからニューオリンズへ移った18ヶ月後に黄熱にかかるものの、復活。セントルイスの宝石店で働いた。1856年、バーバラ・サラ・マッタズと結婚し、6人の子供を儲ける。

## 鉄道での雇用
彼は成功したにもかかわらず、食品産業に復帰しなければならないと感じ、ビジネスパートナーとカフェはじめ、それが軌道に乗ったものの、すぐに南北戦争が始まった。そのビジネスパートナーは南部に同情的であったため、カフェで儲けた金で町を出た。彼を追いかけてハーヴィはハンニバル&セントジョセフ鉄道のもとで彼と共に働き、最終的にシカゴ・バーリントン・アンド・クインシー鉄道で働くこととなった。そして、カンザスのレブンワースの鉄道で働いていた。このとき、ハーヴィは頻繁に旅行をしており、そのたび出される質の悪い食事に不満を感じていた。

## 企業家精神
ハーヴィは1873年にジャスパー "ジェフ" S. ライスとベンチャービジネスを初め、カンザス・パシフィック鉄道に沿って3軒のレストラン施設を設立したが、ライスと決裂した。
彼はまたサンタフェで三人目のビジネスパートナーに出会った。アッチソン・トピカ・アンド・サンタフェ鉄道の社長であるチャールズ・モールスであった。彼はハーヴィーに鉄道に沿ってレストランを作ることの許可を与えたが、書類なしの握手一つで結ばれた契約だったため、ハーヴィーは家賃を払わなかった。しかしハーヴィはピーク時84戸のレストランを保持しており、おもな利用者である中間層の間で"西を文明化させる人"として有名になった。
ハーヴィはハーヴィ・ガールの設立をした。彼は教養の高い18歳から30歳の間の女性を雇い、彼らが一年間仕事をするまでは結婚することを許可しなかった。ハーヴィ・ガールズはレストランの隣にあるハーヴィ・ハウスに住み、養老院の女性が管理し、門限を強制し男性の訪問を厳しく制限した。約5000人のハーヴィ・ガールズが働き、最終的に結婚するために西へ移住した。ハーヴィ・ハウスは1960年代まで建設されており、使用されていた。1965年まで彼の息子と孫は会社のトップだった。しかし、1968年にハワイに拠点を置く大手ホスピタリティ業者アムファクに売却された。ハーヴィが大腸ガンで死亡したときにはサンタフェ鉄道に47軒のハーベイハウスのレストラン、15軒のホテル、および30台の食堂車があった。ある人は彼の息子に「ハムをあまりにも薄く切ってはならない」という言葉を残したという。これはビジネスにおいての意味が含まれる言葉といわれている。

## マーケティングの革新
ハーヴィはさまざまな宣伝の先駆けとしても知られている。ハーヴィー・ガールズをはじめ、インディアンジュエリーの作成や"Indian Detours"と名付けた芝居では俳優に本物のインディアンのような生活をさせ、さまざまな方法で利益を上げた。また、この時代つくられたインディアンジュエリーは「ハーヴィ時代もの」とよばれコレクターの間でも人気となっている。このジュエリーはナバホ族の間で取引されていたものを観光客が持ち運びやすいように軽量化している。これらのサービスは異文化に詳しくない白人の間で人気となった。
また、「あなたのホテルやレストランを宣伝する最善の方法」と題されたはがきをデトロイト出版社と共同で出版した。

## 死後
フレッド・ハーヴィは、フレッド・ハーヴィ・カンパニーを通して、米国で最初の「チェーン」レストランを創設したと評価されている。彼の名の冠する博物館がブレンワーズに存在している。彼を題材にした作品は数多く作られており、映画『ハーヴェイ・ガールズ 』やスチームパンク小説においても登場する。